# Погар
Погар је насељено мјесто у општини Вареш, Босна и Херцеговина.

## Становништво
|             | 2013.        | 1991.        |
| Укупно      | 139 (100,0%) | 372 (100,0%) |
| Хрвати      | 139 (100,0%) | 298 (80,11%) |
| Југословени | –            | 43 (11,56%)  |
| Остали      | –            | 28 (7,527%)  |
| Срби        | –            | 2 (0,538%)   |
| Бошњаци     | –            | 1 (0,269%)1  |

1. 1 На пописима од 1971. до 1991. Бошњаци су пописивани углавном као Муслимани.